# Simulium tricrenum
Simulium tricrenum är en tvåvingeart som först beskrevs av Rubtsov och Carlsson 1965.  Simulium tricrenum ingår i släktet Simulium och familjen knott. Arten är reproducerande i Sverige. Inga underarter finns listade i Catalogue of Life.